# 子成 (齐国)
公子固（？—？），姜姓，名固，字子成，一作子城，春秋时代齐国的公子。父亲是齐顷公。
前534年七月，齐国执政高蠆（子尾）去世，欒施（子旗）希望管理高氏家產，遂殺其家宰梁嬰，趕走大夫子成（公子固），子工（公子铸），子車（公孫捷），三人逃至魯國。欒施後為高蠆之子高彊（子良）立了家宰。
前532年，田無宇、鮑國将欒施、高彊打敗，欒施、高彊出奔魯國，齐国迎回子成，子工，子車。